# (6278) Ametkhan
(6278) Ametkhan ist ein Asteroid des Hauptgürtels, der am 10. Oktober 1971 von der sowjetisch-russischen Astronomin Bella Alexejewna Burnaschewa am Krim-Observatorium (IAU-Code 095) in Nautschnyj 32 Kilometer südlich von Simferopol entdeckt wurde.
Der Asteroid gehört zur Nysa-Gruppe, einer nach (44) Nysa benannten Gruppe von Asteroiden (auch Hertha-Familie genannt, nach (135) Hertha).
Der Himmelskörper wurde am 28. Januar 2002 nach dem sowjetischen Piloten Amet-Chan Sultan (1920–1971) benannt, der dem Volk der Krimtataren angehörte und der höchstausgezeichnete Soldat der UdSSR von nichtrussisch/ukrainischer Herkunft war.